# 語形融合
語形融合（syncretism、形式合一、混合論、不同變化形式的合併）在語言學中，指出現當單一語素的功能性不同而形式上是相同的時之情況。本術語出現在歷史語言學中，指的是在曲折規範下之形態的融合。在這種情況下，以前的區別已經被"融合"掉了。